# Andrea Di Liberto
Andrea Domenico Di Liberto (Palermo, 19 de mayo de 1997) es un deportista italiano que compite en piragüismo en la modalidad de aguas tranquilas.
Ganó una medalla de oro en el Campeonato Mundial de Piragüismo de 2021 y dos medallas de oro en el Campeonato Europeo de Piragüismo, en los años 2021 y 2022.

## Palmarés internacional
| Campeonato Mundial | Campeonato Mundial     | Campeonato Mundial | Campeonato Mundial |
| Año                | Lugar                  | Medalla            | Competición        |
| ------------------ | ---------------------- | ------------------ | ------------------ |
| 2021               | Copenhague (Dinamarca) | Medalla de oro     | K1 200 m           |
| Campeonato Europeo |                        |                    |                    |
| Año                | Lugar                  | Medalla            | Competición        |
| 2021               | Poznań (Polonia)       | Medalla de oro     | K2 200 m           |
| 2022               | Múnich (Alemania)      | Medalla de oro     | K2 200 m           |